# Call of Duty: Ghosts
Call of Duty: Ghosts is een first-person shooter, ontwikkeld door Infinity Ward, geassisteerd door Raven Software, Neversoft en Certain Affinity. Call of Duty: Ghosts is uitgegeven door Activision. Het is het tiende spel in zijn reeks en de zesde die ontwikkeld is door Infinity Ward. Het videospel werd gereleased voor Microsoft Windows, PlayStation 3, Xbox 360 en Wii U op 5 november 2013 waarvan Treyarch de doorvoering naar de Wii U behandelde. Het spel werd nogmaals gereleased toen de PlayStation 4 en de Xbox One op de markt kwamen.
Ghosts kreeg gemixte reviews van critici, waarvan de meesten positief waren over de multiplayer modus en de introductie van de nieuwe Extinction modus. Critici waren eerder negatief dan positief over het singleplayer verhaal omdat de ontwikkelaars bekende concepten herbruikten. Ook gaven de critici een lagere score door het ontbreken van innovatie en een al voorheen gebruikt verhaaleinde.

## Singleplayer

### Plaatsing en personages
Call of Duty: Ghosts speelt zich af in een alternatieve tijdlijn die zich afspeelt na een nucleaire vernietiging van het Midden-Oosten. De olieproducerende landen van Zuid-Amerika vormen de "Federatie". Als antwoord op de groeiende economische crisis groeit de Federatie snel uit tot een wereldwijde superkracht die Centraal Amerika, de Caraïben en Mexico binnenvalt.
De hoofdrolspelers van het verhaal zijn de "Ghosts", een Amerikaans team van Spec Ops Soldiers (Speciale Operatie-soldaten) die getraind zijn om geheime missies uit te voeren achter de vijandelijke linie.
Het team wordt aangevoerd door een kapitein van het Amerikaanse leger. Kapitein Elias Walker (Stephen Lang) wordt vergezeld door zijn zonen Logan en David "Hesh" Walker (Brandon Routh), samen met een getrainde Duitse herder genaamd Riley, kapitein Thomas A. Merrick (Jeffrey Pierce) en sergeant Keegan P. Russ (Brian Bloom).
De antagonist van het spel is Gabriel Rorke (Kevin Gage), de vorige leider van de Ghosts, die werkt voor de Federatie na gevangengenomen en gehersenspoeld te zijn door de Federatie met martelingen en hallucinerende middelen.

## Verhaallijn
In 2013 vertelt Officier Elias Walker aan zijn zonen Logan en David over de legende van de Ghosts, een elitecoalitie van alle Special Forces in de Verenigde Staten en hoe ze ontstonden. Ondertussen wordt in de ruimte rondom de aarde de Orbital Defense Initiative (ODIN) gekaapt. ODIN is een superwapen dat kinetische bombardementen gebruikt om verschillende steden in het zuidwesten van de Verenigde Staten te vernietigen. De Amerikaanse astronauten Baker en Mosley, die het overleefden, zitten in ODIN wanneer de kaping plaatsvindt. Ze laten ODIN zichzelf vernietigen en voorkomen zo dat andere ODIN-stations kunnen aanvallen. Elias en de tieners Logan en David ontsnappen op het nippertje aan de vernietiging van San Diego in Californië.
Het is ondertussen tien jaar later en de oorlog tussen de VS en de Federatie is een lange, bloedige strijd geweest met als gevolg een gebied van vernielde steden. Dit stond bekend als "No Man's Land". In dit gebied ontstond een uitputtingsoorlog toen meer Federatietroepen probeerden de frontlijn van de vroegere grens tussen de Verenigde Staten en Mexico te doorbreken. Logan en Hesh maken deel uit van de US Special Forces onder commando van Elias en worden vergezeld door hun militair getrainde hond Riley. Tijdens een patrouille zien ze een Amerikaan samenwerken met de Federatie. De Amerikaan is Gabriel Rorke. Hij is bezig een Ghosts-lid met de bijnaam Ajax te ondervragen. Als de broers later door het bos lopen en tussen de wolven belanden, worden ze gered door Ghostsleden Thomas Merrick en Keegan Russ. Aanvankelijk wilden ze Ajax redden. Logan en Hesh doen mee aan de reddingsmissie, maar Ajax wordt uiteindelijk toch gedood.
De broeders keren terug naar Santa Monica in Californië, waar het Amerikaanse leger door de Federatie wordt aangevallen en de twee jongens worden herenigd met hun vader. Elias toonde aan dat hijzelf de leider is van de Ghosts. Elias rekruteert zijn zonen voor de Ghosts en ze komen te weten dat Rorke ooit de leider van de Ghosts was en ook de beste vriend van hun vader, maar tijdens een succesvolle missie om generaal Diego Almagro te elimineren was Elias noodgedwongen om Rorke achter te laten. Deze was gevangengenomen en gehersenspoeld door de Federatie en had als doel leden van de Ghosts te vernietigen.